# Svanvik
Svanvik is een plaats in de gemeente Orust in het landschap Bohuslän en de provincie Västra Götalands län in Zweden. De plaats heeft 324 inwoners (2005) en een oppervlakte van 35 hectare.